# طواف سان سيباستيان 2013
طواف سان سيباستيان 2013 (بالإنجليزية: 2013 Clásica de San Sebastián)‏ هو سباق دراجات هوائية أقيم بتاريخ 27 يوليو 2013، تكون السباق من 1 مراحل وامتدّ لمسافة 232 كم بسرعة 41.0 كم/س، استغرق السباق 5 ساعة 39 دقيقة 02 ثانية.